# San Fernando de Henares
San Fernando de Henares è un comune spagnolo di 39 313 abitanti (2021) situato nella comunità autonoma di Madrid.